# Reserva Natural de Kergu
A Reserva Natural de Kergu é uma reserva natural localizada no condado de Pärnu, na Estónia.
A área da reserva natural é de 437 hectares.
A área protegida foi fundada em 2007 para proteger valiosos tipos de habitat e espécies ameaçadas nas aldeias de Metsaküla e Sohlu (ambas na antiga freguesia de Kaisma) e na vila de Viluvere (freguesia de Vändra).